# Spinache

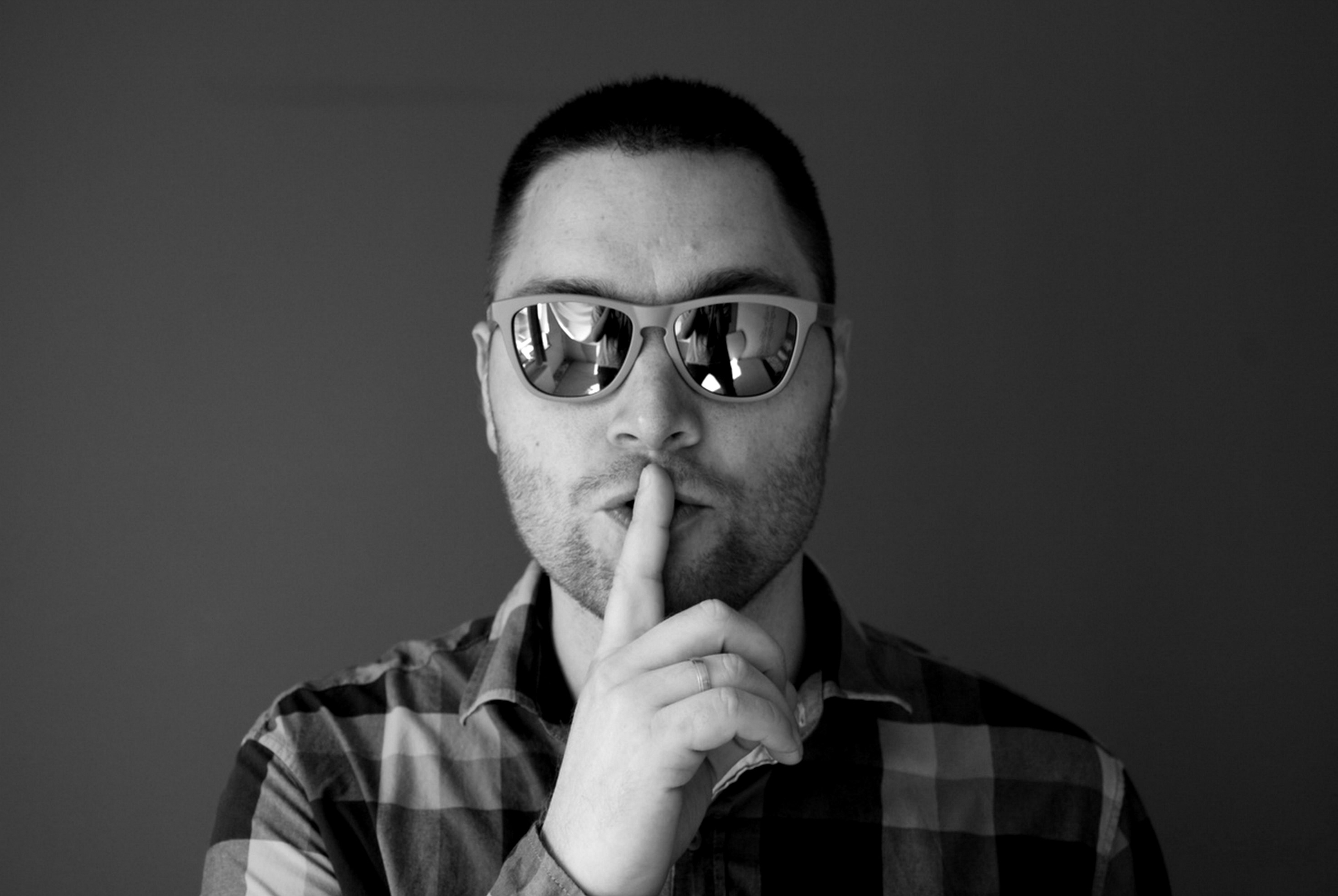
Spinache 2009

Spinache, bürgerlich Paweł Grabowski (* 17. Juli 1979 in Łódź, Polen) ist ein  polnischer Rapper und Musikproduzent, Mitglied der Bands Thinkadelic, Obóz TA, Red & Spinache, Eudezet Allstars.

## Biografie
1992 fing Grabowski an, selbst zu komponieren. 1995  gründete er seine erste Band No Name, die sich allerdings nach einigen Monaten Probe auflöste. Am 29. August 1995 fand Pawełs erste selbstorganisierte Musikveranstaltung im Szeneclub Dread Studio statt, bei der er Musik aus dem Bereich Jungle/Drum and Bass auflegte. Er ist Mitbegründer der Formation Thinkadelic, die 1996  ihr erstes Demo aufnahm. Das zusammen mit Bartłomiej Serafiński  und Paweł Serafiński produzierte Album wurde auf einem Independent-Label veröffentlicht und die Songs daraus wurden von vielen lokalen Radiostationen in ganz Polen gespielt. Im April 1997 trat er im Rahmen des „Rap Day '97“ als Voract vor der Kultband Run-D.M.C. auf. Im Juni wurde Spinache von Michał Urbaniak eingeladen dessen Gruppe Urbanator auf der Bühne des Großen Theaters in  Łódź zu  unterstützen. Im selben Jahr begleitete er Krystyna Prońko  bei den Aufnahmen zu ihrem Album „Złość“ sowie den Promokonzerten zu der Platte.
Am 20. Februar 1998 unterschrieb Paweł einen Vertrag mit der Plattenfirma Pomaton EMI, die das Debütalbum „Lek“ von Thinkadelic herausbrachte. Die Singleauskopplungen waren „Wyżej i wyżej“, „Zdobycz“ sowie eine Eigeninterpretation des zeitlosen Songs von Krystyna Prońko „Jesteś lekiem na całe zło“. Mit am Album beteiligt waren Krystyna Prońko, Reni Jusis, Kaliber 44 und P'Am. Thinkadelic war als einzige Hip-Hop-Gruppe in der TV-Sendung von Wojciech Mann  und Krzysztof Materna „MDM“ zu Gast und das Video zu „Wyżej i wyżej“ war der erste polnische Videoclip, der bei dem (damals nur deutschsprachigen) Sender VIVA ausgestrahlt wurde. Im selben Jahr wurde Paweł Student der Fakultät für Gesang und Schauspiel  an der Musikakademie in Łódź unter Prof. Włodzimierz Zalewski. Im März 1999 wurde das Album „Lek“ für den polnischen Musikpreis Fryderyk in der Kategorie „Album des Jahres – Hip-Hop“ nominiert. Nach dem Debütalbum von  Thinkadelic  fing  Spinache  die Arbeit an einem neuen musikalischen Projekt an.  Die erste Besetzung sowie den Namen gab es bereits 1997,  jedoch erst 1999  führte Spinache einige Musiker aus dem Umfeld von Thinkadelic (u. a. O.S.T.R., Red, P'Am) zusammen und formierte die Gruppe Obóz TA. Im Juni 2000 unterschrieb Paweł einen Vertrag mit der Plattenfirma Camey Music,  die das Debütalbum der Band mit dem Titel  „Obóz TA“ veröffentlichte.  Zu den Aufnahmen lud Spinache  Hip-Hop-Künstler aus Łódź, darunter Enter (NTK), Mejsal (NTK/DFA) oder UpStars für die Single „Dla publiki szerszej“ ein.

### 2000 bis jetzt(2012)
Am 16. September 2000 erschien über Pomaton EMI das zweite Album von Thinkadelic „Obiecana ziemia“. Die Singleauskopplungen daraus waren „Zarobię trochę/Ramię w ramię“, „To jest dla Was“ sowie die bekannteste  „Pokaż się“.  Im März 2001  wurde das Album „Obiecana ziemia“  für den Fryderyk in der Kategorie „Album des Jahres – Hip-Hop“ nominiert. Seit 2001 trat er zusammen mit der Not Necessary Band mit einer Interpretation eines Ausschnittes des Schaffens von Zygmunt Konieczny auf (das Projekt entstand in Łódź, jedoch bereits dessen dritte Aufführung erfolgte in der Piwnica pod Baranami in Krakau). Er nahm an  Indie-Events und musikalischen Ereignissen, wie  dem  Konzert „Youth Rock Symphony Orchestra“ in der Philharmonie Łódź oder den multimedialen Projekten im  Forum Fabricum, teil. Er leitete die Aufnahmen der Musik von Piotr Grabowski zur Originalvorlage des Theaterstückes „Litania“. Im Oktober erschien das Debütalbum von  O.S.T.R. „Masz to jak w banku“,  auf dem drei von  Grabowski produzierte Songs – „Kiedy“, „Z…“ und „Widzisz błąd“ – zu hören sind. Im Februar 2002 unterschrieb Spinache einen Vertrag mit dem Label Koch/Gigant und veröffentlichte dort sein erstes Soloalbum „Za wcześnie“. Zu den Gästen auf dem Album gehören u. a. O.S.T.R., Czizz, Red, Magda Polańska und Joanna Maksymowicz.  Im April 2003  lud  Stan Michalak Paweł zur Teilnahme am Projekt „In The Open“, zu dessen Mitgliedern auch Ghasem Batamuntu, Patrick Farrant und Kenny Martin gehörten, ein.  Die Zusammenarbeit brachte  Auftritte in Clubs und auf Jazzfestivals, darunter „Jazz w Muzeum“ in Ostrów Wielkopolski, „Jazz Standards Festival“ in Siedlce oder „Świdnickie Noce Jazzowe“.
2004 nahm  Spinache  das Material für das zweite Album der Gruppe Obóz TA auf. Der Longplayer „Obó2 TA“ wurde auf dem Label Fonografika veröffentlicht und die Singleauskopplungen waren „Na zawsze“, „Kości rzucone 4“ und „Miłość do hip-hopu 2“. 2005 unterschrieb Grabowski  einen Vertrag mit dem Label Universal Music Polska  und veröffentlichte dort das erste Album des Duos Red & Spinache.  Die CD „7 rano“  erschien am  9. Mai und die Singleauskopplungen waren „Uwierz mi“ mit einem Gastauftritt des Saxofonisten  Kuba Raczyński, „Wczoraj“ mit den Vocals von Marek Dulewicz, einem Mitglied der Band Bakflip, und Łukasz Lach aus der Band L.Stadt sowie „Kochać“ mit einem Gastauftritt von Monika Kuszyńska aus der Band Varius Manx. Mitte 2006 unterschrieb Grabowski einen Vertrag mit der Plattenfirma My Music. Im August erschien die erste Single aus dem zweiten Album des Duos Red & Spinache mit dem Titel „Poznać twoją matkie“. Zur selben Zeit schrieb der Künstler Musik zum Song „Wolne myśli“ aus dem Album „Nigdy nie mów nigdy“ von Molesta Ewenement, außerdem produzierte er die Single „4 żywioły“ von Familia H.P. Anfang 2007  beendete  Grabowski  Arbeiten am zweiten Album des Duos Red & Spinache.  Die Platte „8 rano“  erschien im Februar und wurde durch das Label  My Music  veröffentlicht. Die Singleauskopplungen waren „Poznać twoją matkie“ und „International Love“ mit einem Feature von J-Ro (Mitglied der legendären Gruppe Tha Alkaholiks aus Los Angeles) und Łukasz Lach aus der Band L.Stadt.
Im Juni 2008 erschien das Video zum Solotrack von Spinache mit dem Titel „Bezwarunkowo oddany“, und im September der Song „Biegnij“, der das dritte Album des Duos Red & Spinache ankündigte. Den Rest des Jahres arbeitete Paweł am Album „9 rano“ von Red & Spinache und unterstützte Zeus, einen aus Łódź stammenden Rapper der jungen Generation, bei den Arbeiten an dessen Debütalbum. Die CD von Zeus „Co nie ma sobie równych“ wurde am Ende des Jahres durch das Label Embryo veröffentlicht. In der ersten Hälfte 2009 traf Grabowski die Entscheidung das Duo Red & Spinache aufzulösen. Im Juni erschien das Album „Lavorama“ der Gruppe Ortega Cartel, auf dem Spinache mit einem Feature im Song  „Ciągle tu jestem“ vertreten ist. Paweł  komponierte die Musik zum Song  „Wybieram spokój“ aus dem Album „Life After Deaf“ von Pjus, das am 5. Dezember 2009 erschien. Seit Anfang 2010  arbeitete Spinache unterstützend am Beatbox-Album „ARTcore“ von Art of Beatbox, das im April 2011 erschien. Grabowski  ist ebenfalls für die Musik der meisten Songs auf dem Soloalbum von Red mit dem Arbeitstitel „Jestem hip-hopem“, dessen Premiere für September 2010 vorgesehen war, verantwortlich. Im Juni 2010 erschien das Video zum Song „Muzyka i ja“ aus dem Album „Pozycja  obowiązkowa“ von Aes, zu dem Spinache die Musik komponierte und in dem er selbst auch zu hören ist.

## Diskografie

### Alben
| Jahr | Titel                                                                           | Singleauskopplungen |
| ---- | ------------------------------------------------------------------------------- | --- |
| 1996 | Thinkadelic – „Thinkadelic“ (Lurys/Viking)                                      | |
| 1998 | Thinkadelic – „Lek“ (Pomaton EMI)                                               | - „Wyżej i wyżej“ feat. O. Wira und Krajki - „Jesteś lekiem na całe zło/Lek“ feat. Krystyna Prońko und Reni Jusis - „Zdobycz“ feat. M. Wasilewska - „Ja jadę“ feat. Kaliber 44 |
| 2000 | Obóz TA – „ObózTA“ (Camey Music)                                                | - „Kochamy“ feat. Kuba Raczyński - „Dla publiki szerszej“ feat. UpStars |
| 2000 | Thinkadelic- „Obiecana ziemia“ (Pomaton EMI)                                    | - „Zarobię trochę/Ramię w ramię“ - „Pokaż się“ - „To jest dla Was“ |
| 2002 | Spinache – „Za wcześnie“ (Koch/Gigant)                                          | - „Masz czym kiwać?“ feat. Joanna Maksymowicz - „To dziś“ feat. Magda Polańska - „Masz to, bierz to“                                                                           |
| 2003 | Eudezet Allstars – „Mixtape vol. 1“                                             | |
| 2004 | Obóz TA – „Obó2 TA“ (Fonografika)                                               | - „Na zawsze“ - „Kości rzucone 4“ - „Miłość do hip-hopu 2“ |
| 2005 | Red & Spinache – „7 rano“ (Universal Music Polska)                              | - „Uwierz mi“ feat. Ola Sochacka und Kuba Raczyński - „Wczoraj“ feat. Marek Dulewicz und Łukasz Lach - „Kochać“ feat. Monika Kuszyńska und Kuba Raczyński                      |
| 2005 | Eudezet Allstars – „Mixtape vol. 2“                                             | |
| 2007 | Red & Spinache – „8 rano - Niewiarygodne Przygody Reda i Spinache'a“ (My Music) | - „Poznać twoją matkę“ - „International Love“ feat. J-Ro/Tha Liks und Łukasz Lach                                                                                              |

### Als Gastmusiker
- 1997: Krystyna Prońko – „Złość“
- 2000: Red – „Bobyahedz Odyseya“
- 2001: O.S.T.R – „Masz to jak w banku“
- 2002: O.S.T.R – „Tabasko“
- 2006: Molesta Ewenement – „Nigdy nie mów nigdy“
- 2006: Familia H.P. – „Terror“
- 2007: Bakflip – „KeKeKe“
- 2007: Familia H.P. – „Soundsystem“
- 2008: Zeus – „Co nie ma sobie równych“
- 2009: Ortega Cartel – „Lavorama“
- 2009: Pjus – „Life After Deaf“
- 2010: Aes – „Pozycja obowiązkowa“
- 2010: Red – „Jestem Hip-Hopem“
- 2011: Art of Beatbox – „ARTcore“
- 2015: Red – Podpalamy noc

### Kompilationen
- „Hip Hop Trip“ (M.I.U/Spv/Koch)
- „Wspólna scena“ (RRX)
- „Hip Hopla“ (SP Records)
- „Robię Swoje“ (Camey music)
- „Atomistyka“ (Gigant Records)
- „Summerjam 2006“ (DHRecs)

## Auszeichnungen

### Nominierungen
- 1998 Fryderyk – Album des Jahres – Hip-Hop (Thinkadelic – „Lek“)
- 2000 Fryderyk – Album des Jahres – Hip-Hop (Thinkadelic – „Obiecana ziemia“)